# PL-8
De PL-8 (Chinees schrift: 霹雳-8, Hanyu pinyin: Pī Lì-8, "Bliksem-8") is een Chinese lucht-luchtraket voor korte afstand met infraroodcamera, een in licentie geproduceerde Python-3.
China kocht op 15 september 1983 een licentie van Rafael Advanced Defense Systems en produceerde ze in de Xi'an Eastern Machinery Factory (Chinees schrift: 西安东方机械厂) te Xi'an als PL-8.